# Dichomitus papuanus
Dichomitus papuanus är en svampart som beskrevs av Quanten 1996. Dichomitus papuanus ingår i släktet Dichomitus och familjen Polyporaceae.   Inga underarter finns listade i Catalogue of Life.